# 庄内村 (三重県)
庄内村（しょうないむら）は三重県鈴鹿郡にあった村。現在の鈴鹿市北西部の亀山市との境界付近および亀山市能褒野町にあたる。

## 地理
- 山岳：仙ヶ岳、野登山
- 河川：御幣川、八島川、亀淵川、源明川

## 歴史
- 1889年（明治22年）4月1日 - 町村制の施行により、原村・三畑村の区域をもって発足。
- 1956年（昭和31年）9月30日 - 深伊沢村と合併して鈴峰村が発足。同日庄内村廃止。

## 交通

### 道路
現在は旧村域を東名阪自動車道が通過するが、当時は未開通。